# Katharina Behrens
Katharina Behrens (* 1981 in Meiningen) ist eine deutsche Schauspielerin.

## Biografie
Behrens wuchs in Dresden auf. Ihre Schauspielausbildung machte sie von 2002 bis 2006 am Max Reinhardt Seminar Wien. Als Gast spielte sie am Thalia Theater Hamburg, u. a. unter der Regie von Andreas Kriegenburg, weitere Gastverträge hatte sie bei Volker Metzler / Dramaten in Dresden und am Theater Dortmund unter der Regie von Barbara Schulte.
Zuletzt spielte sie die Helena in Homers Ilias / Achill in Afghanistan unter der Regie von Volker Lösch am Staatstheater Stuttgart, Outperform Yourself – Treten Sie sich ein vom theaterkollektiv bureau am Theater Drachengasse in Wien, Warteraum Zukunft vom theaterkollektiv bureau am Ballhaus Ost Berlin und Clavigo (Regie: L. Rupprecht) am bat Berlin.
Behrens lebt als freie Schauspielerin in Berlin. 2021 übernahm sie als Sexarbeiterin in dem Spielfilm Glück ihre erste Kinohauptrolle.

## Filmografie
- 2013: Wo wir sind (Kurzfilm)
- 2015: Tatort: Verbrannt (Fernsehreihe)
- 2015: Kosmonautensehnsucht (Mittellanger Film)
- 2015: Die Hände meiner Mutter
- 2016, 2022: Großstadtrevier (Fernsehserie)
- 2016: Un bel di vedremo (Kurzfilm)
- 2016: Unter anderen Umständen – Tod eines Stalkers (Fernsehreihe)
- 2016: Familie! (TV-Mehrteiler)
- 2016: Der 7. Tag (Fernsehfilm)
- 2016: Alles Klara (Fernsehserie)
- 2016: Polizeiruf 110: Sumpfgebiete (Fernsehreihe)
- 2016: Es war einmal Indianerland
- 2017: Teufelsmoor (TV-Film)
- 2017: SOKO Wismar (TV-Serie)
- 2017: Weissensee (TV-Serie)
- 2017: 13 Uhr mittags (TV-Film)
- 2017: Zarah – Wilde Jahre (TV-Serie)
- 2018: Marie Brand und das Spiel mit dem Glück (TV-Reihe)
- 2018: Die Pfefferkörner (TV-Serie)
- 2018: Milk & Honey (TV-Serie)
- 2018: Dunkle Herzen (Kurzfilm)
- 2018: Es gilt das gesprochene Wort
- 2018: Villa Eva (TV-Film)
- 2018: Xul Zolar – Your Ways (Musikvideo)
- 2019: Polizeiruf 110: Söhne Rostocks (TV-Reihe)
- 2019: Schlaf
- 2019: Gipsy Queen
- 2020: Tatort: Borowski und der Fluch der weißen Möwe (Fernsehreihe)
- 2020: Heldt – Das Müller muss weg (Fernsehserie)
- 2021: Tatort: Tödliche Flut (Fernsehreihe)
- 2021: Plötzlich so still (Fernsehfilm)
- 2021: Gefangen
- 2021: Glück
- 2021: In aller Freundschaft – Die jungen Ärzte – Aufatmen (Fernsehserie)
- 2021: SOKO Stuttgart – Misfits (Fernsehserie)
- 2021: Sweet Disaster
- 2021: Räuberhände
- 2022: Tatort: Das kalte Haus (Fernsehreihe)
- 2022: SOKO Potsdam – Raumwunder (Fernsehserie)
- 2023: Ostfriesenmoor
- 2023: Blind ermittelt – Mord an der Donau (Fernsehreihe)
- 2024: SOKO Hamburg (Fernsehserie, Folge Offene Rechnungen)
- 2024: A Better Place (Fernsehserie)
- 2024: Die Kanzlei (Fernsehserie, Folge Schwerer Abschied)